# Karakter (wiskunde)
In de groepsrepresentatie, een deelgebied van de wiskunde, is een karakter (meestal) een speciaal type functie van een  groep naar een lichaam/veld, meestal het lichaam van de complexe getallen. Afhankelijk van de soort groep waarop de representatie betrekking heeft, zijn er verschillende betekenissen.

## Willekeurige groep
Voor een groep {\displaystyle G} is een karakter {\displaystyle \chi } een
groepshomomorfisme van de groep {\displaystyle G} naar de multiplicatieve groep {\displaystyle \mathbb {C} ^{\times }} van de complexe getallen.

### Topologische groep
Als {\displaystyle G} een topologische groep is, moet het karakter continu zijn.

### Eigenschappen
- De verzameling karakters van een groep {\displaystyle G} is een abelse groep met de bewerking:

{\displaystyle (\chi _{1}*\chi _{2})(g)=\chi _{1}(g)\chi _{2}(g)}
- Een karakter heet unitair als {\displaystyle |\chi (g)|=1}, dus als het beeld van {\displaystyle G} op de eenheidscirkel ligt.
- Een karakter is dan en slechts dan unitair, als

{\displaystyle \chi (g^{-1})={\overline {\chi (g)}}}
- Voor een eindige groep zijn alle karakters unitair, immers, als {\displaystyle n} de orde van de groep is, geldt voor alle {\displaystyle g}:

{\displaystyle (\chi (g))^{n}=\chi (g^{n})=\chi (e)=1}
- De karakters van een groep {\displaystyle G} komen overeen met de eendimensionale complexe representaties van {\displaystyle G}. De unitaire karakters komen overeen met de unitaire eendimensionale representaties.
- Een unitair karakter heet kwadratisch als de enige beelden –1 en +1 zijn. Is 1 het enige beeld dan heet het karakter triviaal.
- Voor een karakter {\displaystyle \chi } van een eindige groep geldt:

{\displaystyle \chi } triviaal, dan {\displaystyle \sum _{g\in G}\chi (g)=|G|}.
{\displaystyle \chi } niet triviaal, dan {\displaystyle \sum _{g\in G}\chi (g)=0}.

## Dirichlet-karakter
Een dirichlet-karakter is een karakter op de multiplicatieve groep {\displaystyle (\mathbb {Z} /n\mathbb {Z} )^{\times }}. Dirichlet-karakters worden gebruikt om dirichlet-L-functies te definiëren, die meromorfe functies met een verscheidenheid aan interessante analytische eigenschappen zijn. Dirichlet-karakters zijn genoemd naar Johann Dirichlet.

## Algebraïsche groep
Voor een algebraïsche groep {\displaystyle G} is een karakter {\displaystyle \chi } een homomorfisme {\displaystyle \chi \colon G\to G_{m}} van {\displaystyle G} naar de multiplicatieve groep {\displaystyle G_{m}}.

## Karakter van een representatie
Voor een groep {\displaystyle G} op de eindigdimensionale vectorruimte {\displaystyle V} over het lichaam/veld {\displaystyle K} is het karakter van een representatie {\displaystyle \rho \colon G\to GL(V)} van {\displaystyle G} de functie
{\displaystyle \chi _{\rho }\colon G\to K}
die aan het element {\displaystyle g} het spoor van {\displaystyle \rho (g)} toevoegt:
{\displaystyle \chi _{\rho }(g)=\operatorname {sp} (\rho (g))}